# Veličná
Veličná es un municipio del distrito de Dolný Kubín en la región de Žilina, Eslovaquia, con una población estimada a final del año 2024 de 1616 habitantes.
Se encuentra ubicado en el centro de la región, cerca del curso alto del río Váh (cuenca hidrográfica del Danubio) y de la frontera con la República Checa y Polonia.

## Demografía
| Año        | 1994 | 2004     | 2014     | 2024     |
| ---------- | ---- | -------- | -------- | -------- |
| Población  | 731  | 870      | 1136     | 1616     |
| Diferencia |      | +19,01 % | +30,57 % | +42,25 % |

| Año        | 2023 | 2024    |
| ---------- | ---- | ------- |
| Población  | 1577 | 1616    |
| Diferencia |      | +2,47 % |